# 台北小泉居
台北小泉居（Cafe E.S.kimo），簡稱小泉居，是澳門首家台式飲品食店，於1997年在賣草地開設第一間分店，其後每年均在澳門每個地區開設分店。

## 簡介
業務創辦人張衛峰在聖若瑟教區中學校本部高中畢業後到台灣繼續其學業，在學期間吸取了台式飲品的經營，於是在回澳開設第一家分店，位於賣草地,名為小泉居，成為全澳首間台式飲品食店。
由於富有台灣的特色，而澳門部份青年人熱愛台灣文化，加上食物及飲品適合大部份澳門人口味，令到小泉居成功經營。
由於小泉居的成功經營，於是其他經營者相繼引入台式飲料及品牌到澳門，例如大台北、快可立等等。
由於在首間分店的成功經營，於是陸陸續續在澳門其他的地區開設分店，例如有新口岸填海區、中區、黑沙環等地。